# Lasioglossum perihirtum
Lasioglossum perihirtum är en biart som först beskrevs av Cockerell 1933.  Lasioglossum perihirtum ingår i släktet smalbin, och familjen vägbin. Inga underarter finns listade i Catalogue of Life.